# Riozinho

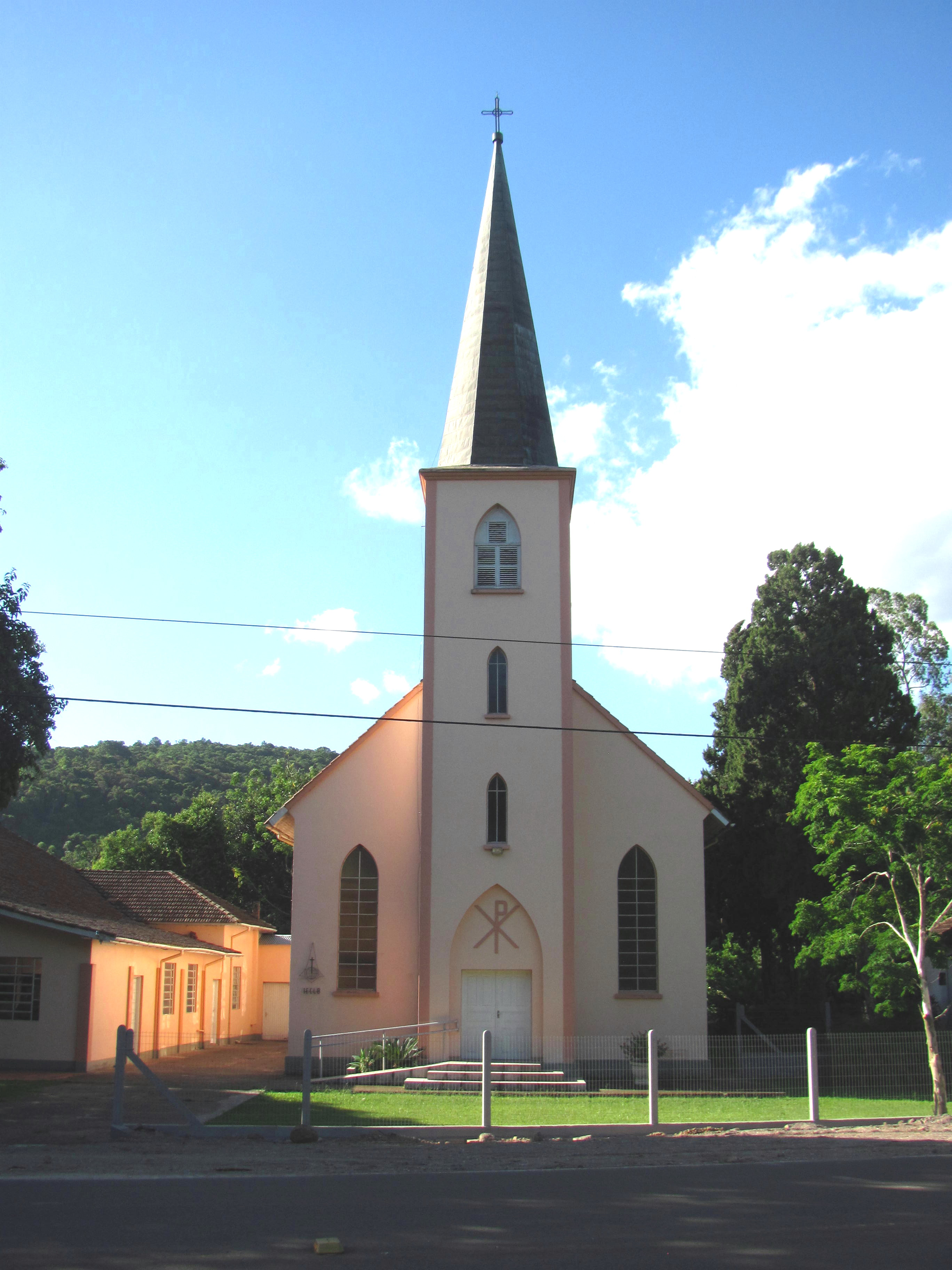
Iglesia Luterana de Riozinho.

Riozinho es un municipio brasileño del estado de Rio Grande do Sul.
Se encuentra ubicado a una latitud de 29º38'28" Sur y una longitud de 50º27'09" Oeste, estando a una altitud de 90 metros sobre el nivel del mar. Su población estimada para el año 2004 era de 4.421 habitantes.
Ocupa una superficie de 236,95 km².
- Datos: Q983513
- Multimedia: Riozinho / Q983513